# 香蕉人
香蕉人，是一個具有諷刺及歧視意味的名詞，最初是用來調侃那些只會讀寫西方語言，卻不會讀寫自己語言的黃種人，取其「外黃內白」「黃皮白心」之意，即外表是黄种人、內在卻像個白种人。雖然這個稱呼含貶義、歧視或諷刺意味，但是有些不諳中文的海外華人或不諳自己民族言語的其它東亞人也會以此自嘲。

## 类似称呼

### XBC
X-Born Chinese指代的是非華人國家出生的華人後裔。X指代的是任何非華人國家，常見的有American-Born Chinese ，縮寫是ABC，原本是指擁有美國綠卡或是國籍的华人后裔，有时却含有和「香蕉人」类似的含义。與此類似的還有Australian-Born Chinese，縮寫亦是ABC，指在澳洲出生的華裔。以及CBC，Canadian-Born Chinese，指在加拿大出生的華裔。BBC，British-Born Chinese，英國出生的華裔等等。注意的是，XBC和「香蕉人」意義並不完全相等，XBC只是代表出生地，而「香蕉人」代表的是對中華文化語言不甚了解的華人。只是XBC因為在海外出生長大，有很大概率並不會專門學習中華文化語言，而成為「香蕉人」，但仍有小部分XBC受到有關教育而並沒有成為香蕉人。

### 竹升
粵語中，又有竹升的別稱，「竹升」即是「竹竿」之意，因竹竿是空心的，意指心裡沒有中國文化的思維，男性稱「竹升仔」，女性稱「竹升妹」。

### 半唐番
粵語中將在歐美讀書接受西方文化或者在歐美長大、出生的都統稱為「半唐番」。其中的「唐」指「唐人」，為華人早期在外的自稱。「番」則指外國人或者外國文化。半唐番意為半中半西。其中在歐美讀書的則稱為「番書仔」或者「番書妹」，而在歐美出生長大的則為香蕉。
除此以外，亦有表示為華裔與歐美白人通婚所生的歐亞混血兒。

### 高华（高等华人）
由于近年来部分美籍华人在社交媒体和网站上为美国发声及批评中国大陆政策，并由于拥有美国国籍，自诩高中国人一等。部分中国大陆网民认为这类美籍华人“背叛”了中国，在网络上嘲讽性的称之为“高等华人”，简称“高华”。据考证，“高等华人”之称最早源自鲁迅的短篇小说《再談香港》：

## 其他
英文也以「椰子（Coconut）」形容在西方國家成長，「外棕內白」的南亞人。